# Strangalia cantharidis
Strangalia cantharidis es una especie de escarabajo longicornio del género Strangalia, categorizada en la tribu Lepturini, de la subfamilia Lepturinae. Fue descrita por Chemsak & Linsley en 1976.

## Descripción
Mide 13-16 mm de longitud.

## Distribución
Se distribuye por Costa Rica, Nicaragua y Panamá.